# Diego García de Padilla
Diego García de Padilla e Hinestrosa (?, c. 1330 – Castillo de Alcalá de Guadaira, provincia de Sevilla, 1369) fue un caballero castellano, maestre de la Orden de Calatrava.

## Biografía
Era hijo de Juan García de Padilla y de María González de Henestrosa o Hinestrosa. Aunque su linaje era oscuro y segundón, se vio favorecido cuando el rey Pedro I el Cruel tomó como amante a su hermana María Díaz de Padilla (1334-1361), ganándose el odio de los numerosos bastardos Trastámara de Alfonso XI y de los nobles partidarios de la reina doña Blanca. Este favor se confirmó en 1353 cuando el monarca depuso a Juan Alfonso de Alburquerque como su privado, apartándolo de la Corte, con lo que Diego García y su tío materno Juan Fernández de Henestrosa pasaron a ser los principales ministros del rey. Además, su hermano, Juan García de Padilla o de Villágera, fue nombrado nominalmente maestre de la Orden de Santiago por el rey, dividiendo a la orden, ya que lo era Fadrique, el medio hermano de Pedro I. Pero la disensión no duró mucho, ya que Juan García de Padilla o de Villágera murió peleando con el comendador mayor santiaguista Gonzalo Mexía el 27 de noviembre de 1355, y Pedro I renunció a nombrar otro maestre cismático.
En 1354 Pedro I lo nombró XIX maestre de la Orden de Calatrava, sin esperar a que los freires lo decidieran en consejo, provocando un cisma en la Orden y que ambos bandos llegaran a las manos; así que el anterior maestre, Juan Núñez de Prado, fue detenido en Almagro y conducido a Maqueda, y allí el propio Diego García lo mandó degollar sin esperar el permiso del rey, quien, con su silencio por lo menos, autorizó el hecho. Pero los caballeros calatravos de Aragón se negaron a reconocer a Padilla y nombraron su propio maestre, Juan Fernández, comendador de Alcañiz. El sobrino de Juan Núñez, Pedro Estébanez Carpentero, ante el asesinato de su tío, reunió quince freires en Osuna y se proclamó a su vez maestre, aunque nunca llegó a ser reconocido por el Papa y fue asesinado por un escudero de García de Padilla a principios de 1356.
Estos hechos volvieron su posición más insegura en la nobleza, por lo que aconsejó al Rey que no pactara con los nobles sublevados después de que repudiara a su esposa doña Blanca de Borbón, celosos también de los Padilla. Sirvió al Rey lealmente durante los diez años que duró la Guerra de los Dos Pedros (1356-1366) entre Pedro III de Aragón y Pedro I de Castilla. En la frontera sur de Aragón, las fuerzas lideradas por Padilla saquearon Jinosa y Monóvar en agosto de 1356. El rey lo recompensó dándole el cargo de mayordomo mayor entre los años 1357 y 1360. Estuvo presente en las vistas de Tejadillo, en el enfrentamiento de Toledo, en el cerco de Tarazona y en el asesinato del hermanastro del rey don Fadrique Alfonso de Castilla, ordenado por el propio Pedro I. La época estaba tan revuelta que incluso el tío de Diego García, Juan Fernández de Henestrosa fue secuestrado por unos nobles en 1358 y Diego se vio obligado a huir, siendo apresado y encerrado en Utrera dos días en custodia de Fernando Sánchez de Tovar.
Meses más tarde estuvo como frontero o adelantado en Serón, y dirigió después una galera de la armada contra Aragón; luego supervisó el regreso y disolución del ejército en Sevilla. En la batalla de Araviana murió su tío Juan Fernández de Henestrosa. En 1360 se encontraba en Almazán, de nuevo como frontero; pero ya empezaba a perder el favor del Rey, que lo llamó a Villanubla y ejecutó delante de él a Pedro Álvarez Osorio sin decirle nada. En 1361, el depuesto emir Muhammed V de Granada obtuvo el apoyo de Pedro I para recuperar su trono, y García de Padilla derrotó a un ejército sarraceno de 2000 infantes y 600 jinetes en la batalla de Linuesa, habida el día de víspera de Santo Tomás, el 21 de diciembre de 1361. Pero ese mismo año falleció su hermana y protectora María de Padilla, con lo que vio más debilitada su privanza. Es más, en 1362, cuando estaba de adelantado o frontero en Jaén, sus tropas se adentraron en tierra mora y, desoyendo los funestos presagios de los que habla el cronista Pero López de Ayala, sufrieron una dolorosa derrota en la batalla de Guadix (15 de enero de 1362), quedando él herido de un brazo, preso con otros ocho caballeros. El rey de Granada Muhammed VI los liberó creyendo ganarse el favor del rey de Castilla.
En ese mismo año García de Padilla juró en las Cortes de Sevilla haber sido testigo del matrimonio secreto del rey con su hermana, algo que obsesionaba a Pedro I, quien quería a toda cosata ilegalizar su posterior y legal matrimonio con Blanca de Borbón, a la que había repudiado, y legalizar a los hijos habidos con María de Padilla. Meses más tarde, Pedro I ordena en su testamento que a su fallecimiento le sean conservados su oficio, estado y honra.
Pero la primera guerra civil castellana (1366-1369) empezaba. En 1366 el bastardo de Alfonso XI Enrique de Trastámara entró en Castilla con las Compañías blancas, unos mercenarios franceses al mando de Bertrand du Guesclin que reforzaron su ejército de nobles descontentos con el rey legítimo Pedro I. El rey huyó a Bayona y Padilla decidió unirse a Enrique a cambio del señorío de Val de Corneja. Enrique se coronó como rey usurpador en Burgos. Pero, detenido García de Padilla tras la batalla de Nájera y preso en el aljibe del castillo de Alcalá de Guadaira, murió allí en 1369.